# Orlando Riva Sound
Az Orlando Riva Sound (rövidebb nevén: O. R. S.) egy nyugatnémet diszkóegyüttes volt, melyet  Anthony Monn és Rainer Pietsch hívtak életre. Az O. R. S. slágerei az 1976 és 1981 közötti évekből származnak, de az együttesnek sose sikerült az élvonalbeli sztárok közé kerülnie.

## Közreműködők

### Énekesek
- Anthony Monn
- Wolly Emperhoff
- Herbert Ihle
- Rainer Pietsch
- Mario Argandona
- Stevie B.
- Sophia Reaney

### Háttérzenészek
- Martin Harrison (dobok)
- Günther Gebauer (basszusgitár)
- Kristian Schulze, Stefan Zauner (szintetizátorok)
- Billy Lang (gitár). Beceneve: Blue.
- Charley Ricanek (billentyűs hangszerek)
- Etienne Cap, Walter Rab, Giuseppe Solera, Georges Delagaye, Benny Gebauer (fúvós hangszerek)

## Karriertörténet

### Zenei háttér
Az Egyesült Államokból indult diszkóláz a '70-es évek második felében Európát is elérte. Az amerikai diszkózene ritmuscentrikusságával szemben az európai diszkózenére inkább a dallamosság volt a jellemző: az ún. eurodisco elsőszámú fellegvárának az NSZK bizonyult. Itt volt a székhelye a műfaj számos jelentős producerének: Frank Farian (előbb Gilla, a Boney M. és az Eruption, később a FAR Corporation, a Milli Vanilli és a La Bouche menedzsere), Giorgio Moroder, Ralph Siegel (a Dschinghis Khan „atyja”) vagy később Bobby Orlando (Divine, The Flirts) és Dieter Bohlen (Modern Talking, Blue System, C. C. Catch) nem csupán másokat menedzseltek, hanem – szólóban vagy egy zenekar tagjaként – többnyire maguk is aktívan zenéltek. Az általuk vagy lemezcégeik által befutatott sztárok jelentős része azonban nem német volt: például az olasz La Bionda, az amerikai Donna Summer, a francia Amanda Lear, az angol Dee D. Jackson vagy a spanyol Baccara és Luisa Fernández az NSZK-ban készített lemezeiknek köszönhetően váltak népszerűvé. Az utánpótlásból sosem volt hiány, elég csak néhányat említeni az eurodisco hosszabb-rövidebb életű, német illetőségű sztárjai közül: Cherry Laine, Chilly, Arabesque, Goombay Dance Band, À La Carte. A Magyarországon elterjedt feltételezésekkel szemben egyáltalán nem a diszkó volt az első zenei irányzat, amely olyan „megcsinált sztárok”-kal (is) jelentkezett, akiknek esetében a külső megjelenés olykor fontosabb volt, mint az énektudás vagy a zenei tehetség. Az viszont tény, hogy a diszkó jegyében indult be igazán a sztárcsinálás futószalagja. Az is megesett, hogy egy-egy dal néha hamarabb elkészült – sőt a slágerlistára is felkerült –, még mielőtt az azt előadó együttes „hivatalosan” is létrejött volna. A Boney M. is eredetileg egy sikeres dal (Baby Do You Wanna Bump) „élő” előadására verbuválódott, s lényegében hasonló módon szerveződött az Orlando Riva Sound is.

### Az O. R. S.
Az Ariola cég alkalmazásában álló Anthony Monn 1976-ban feldolgozta Guido és Maurizio de Angelis Verde című instrumentális szerzeményét. A kislemezt Orlando Riva Sound név alatt jelentették meg, de zömmel elmarasztaló kritikákat kapott. A „B” oldal felvétele, a szintén instrumentális Moon Boots azonban a müncheni diszkókban szép lassan népszerűvé vált. Éppen ezért a következő évben egy újabb kislemez jelent meg Orlando Riva Sound néven, melynek immár mindkét oldala a Moon Bootsot tartalmazta, két különböző változatban. A siker nem maradt el, ezért Monn együttest szervezett, amellyel hozzálátott egy album felvételéhez. (Időközben megkezdte több évig tartó szerzői együttműködését Amanda Learrel is.) Furcsamód az Ariola nem kapkodott a lemez megjelentetésével, ám az végül 1978 szeptemberében a boltokba került. A Body To Body Boogie és a We’re Not Alone című dalokat másolták ki róla kislemezre. A következő évben az Orlando Riva Sound a Lady Lady Lady című dallal benevezett arra a versenyre, melyen kiválasztották, hogy ki képviselje az NSZK-t abban az évben az Eurovíziós Dalfesztiválon. Nem volt szerencséjük: ötödikek lettek. (A versenyt a Dschinghis Khan nyerte, akik aztán negyedikek lettek a nemzetközi fesztiválon.) Mégsem volt rossz év számukra 1979: ekkor jelent meg pályafutásuk legnagyobb slágere, az Indian Reservation, egy régebbi sikerszám feldolgozása. A dalt nagy sikerrel adták elő a nyugatnémet tévé Musikladen című műsorában. Valószínűleg ez is szerepet játszott abban, hogy a felvétel a német toplistán a 7. helyig jutott. 1980-ban Fire on the Water címmel újabb slágergyanús kislemezük jelent meg, amelynek szövege – a reklám szerint – a nukleáris fenyegetettség ellen kívánt tiltakozni. A következő évben megjelent kislemezeik hangzása azt jelezte, hogy az új hullám kihívásai az O. R. S.-t sem hagyták hidegen. Ám hiába, az Ariola végül nem adta ki az együttes második lemezét, noha reklámcéllal még megjelentettek róla egy 4 számot tartalmazó EP-t. Az együttes végül 1981-ben feloszlott. Monn 1982-ben, a Fever című kislemez elkészítése után Amanda Learrel is befejezte a közös munkát (az énekesnő szerződést bontott az Ariolával), majd 1984-től egy új diszkósztár, Fancy karrierjének szentelte magát.

## Ismertebb lemezeik

### Kislemezek
- 1976 Verde / Moon Boots
- 1977 Moon Boots Part 1 / Moon Boots Part 2
- 1978 Body To Body Boogie / We’re Not Alone
- 1979 Lady Lady Lady / Body To Body Boogie
- 1979 Indian Reservation / We’re Not Alone
- 1980 Fire on the Water / The Blaze
- 1981 O. T. T. (Over the Top)
- 1981 Who built the Pyramids? / Zen
- 1981 4 Tracks from Neonlight Children (Who built the Pyramids?, The Wall Of Sound, Neonlight Children, Aren’t You God) (promóciós lemez)

### Albumok
- 1978 Body To Body
- 1981 Neonlight Children (kiadatlan maradt!)

## Német slágerlistás helyezések
- Indian Reservation

1980. január 7-étől 23. hétig. Legmagasabb pozíció: 7. hely
- Fire on the Water

1980. július 14-étől 29. hétig. Legmagasabb pozíció: 15. hely
- O. T. T. (Over the Top)

1981. április 20-ától 5. hétig. Legmagasabb pozíció: 59. hely

## Külső hivatkozások
- Videó: Indian Reservation
- Videó: Moon Boots